# Michelina Di Cesare
Cette page se comprend mieux après la lecture de Brigandage post-unitaire.
Michelina Di Cesare, née le 28 octobre 1841 à Caspoli, Royaume des Deux-Siciles – morte le 30 août 1868 à Mignano Monte Lungo, Royaume d'Italie, est une femme « brigand » italienne du temps du Risorgimento.

## Biographie
Michelina Di Cesare est née dans une famille pauvre de Caspoli, frazione de Mignano Monte Lungo, dans la province de Terra di Lavoro, aujourd'hui province de Caserte. Son enfance s'est déroulée dans la difficulté, avec son frère,. En effet, selon une note du maire de Mignano, Michelina était protagoniste depuis sa tendre enfance de petits vols et délits dans les environs de Caspoli.
En 1861, Michelina épouse le dénommé Rocco Zenga, qui meurt l'année suivante, puis en 1862, elle fait la connaissance de Francesco Guerra, un ancien soldat Bourbon, réfractaire au service militaire du nouvel État, qui a pris le maquis, rejoignant la bande Rafaniello dont il prend le commandement en 1861, lors de la mort de ce dernier. Michelina le rejoint dans la clandestinité, comme le confirme l'interrogatoire du brigand Ercolino Rasti en 1863. Les deux se seraient unis dans l'église de Galluccio, mais il n'y a pas d'enregistrement de l'acte qui est confirmé dans un témoignage relatif à l'interrogatoire du 11 mai 1865 de Domenico Compagnone, qui parle de Michelina en la définissant comme Michelina Guerra moglie di quest'ultimo (Michelina Guerra, épouse de ce dernier).
Le rôle joué par Michelina dans la bande est prédominant. En effet, elle est l'étroite collaboratrice de son homme, chef de bande. Cela est confirmé par le témoignage de Domenico Compagnone, qui pendant son interrogatoire ajoute : « Le groupe est composé de 21 individus, dont deux femmes qui accompagnent Fuoco et Guerra, dont celle de Guerra est aussi armée de fusils à deux coups et pistolet. Dans le groupe, [uniquement] les chefs sont équipés de fusils à deux coups et de pistolets, exception faite des deux chefs cités qui tiennent [seulement] des revolvers ».
La tactique de combat est la guérilla, avec des actions menées par petits groupes qui une fois l'attaque conclue se dispersent pour se réunir dans des lieux préétablis.
La bande de Michelina, parfois seule, parfois avec d'autres bandes locales, est active de 1862 à 1868, comme indiqué dans la note du mairedans le territoire montagneux de Mignano et les zones avoisinantes, effectuant des assauts, attaques à main armée, vols, enlèvements. En particulier, l'assaut au village de Galluccio, effectué avec un stratagème particulier : certains brigands travestis en carabiniers faisant semblant de conduire des brigands capturés.
Les actions continuèrent avec intensité même après 1865 alors que, dans d'autres zones du Sud, le brigandage avait été fortement réduit.

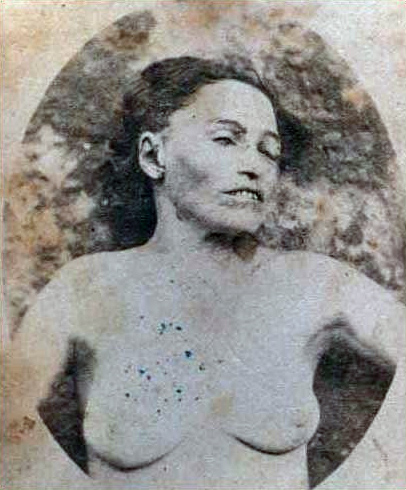
Corps de Michelina Di Cesare, Exposé nu sur la place de Mignano

En 1868, le général Emilio Pallavicini di Priola est envoyé dans la zone avec les pleins pouvoirs. Utilisant la récompense pour délation et l'espionnage, c'est grâce à un espion que Michelina et son homme tombent dans un guet-apens.

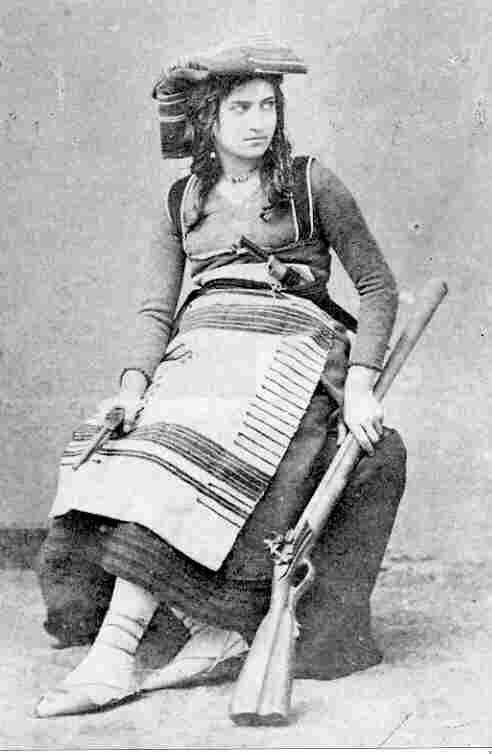
Michelina Di Cesare

Refusant de rompre l'omertà, Michelina est violentée à plusieurs reprises avant d'être tuée et son corps brutalisé. Les brigands du groupe sont fusillés et leurs corps dénudés exposés avec celui de Michelina sur la place centrale de Mignano en guise d'avertissement pour la population locale. Au contraire, son supplice alimente l'image des brigandes car sur l'image, elle apparaît défigurée et tuméfiée.

### Source de traduction
- (it) Cet article est partiellement ou en totalité issu de l’article de Wikipédia en italien intitulé « Michelina Di Cesare » (voir la liste des auteurs).